# Sevinj Kutluq Agha
- Per la princesa txagatai casada amb Bayazid Jalayir, vegeu Sevinj Qutlugh Agha

Sevinj Kutluq Agha, fou una neboda de Tamerlà, filla de Xirin Beg Agha, la seva germana.
Shirin Beg es va casar amb l'amir Muvayad Arlat, amb el qual va tenir una filla, Sevinj Kutluq Agha. Al kurultai d'Akyar el 1390, Tamerlà va casar a la noia amb el seu segon fill Umar Xaikh, considerada noia de gran bellesa (això es diu de moltes princeses, però sembla ser mes una formula de cortesia que una realitat certa). D'aquest matrimoni no consten fills.
A la mort d'Umar Xaikh el 1394, el seu cos fou portat a Siraz a una mesquita en presència de nombrosos amirs; poc després tres de les onze esposes, Sevinj Kotluq Agha, Bei Mulk Agha i Melket Agha i el fill infant Iskandar Mirza (que estava a Shiraz i no havia acompanyat al pare en la campanya en la qual va morir) el van portar cap a Kish on fou enterrat en un mausoleu que havia fet construir Tamerlà a la part sud de la tomba del sant Shams al-Din Kalar i prop de la tomba de Taragai, el pare de Timur i tenia a la dreta i esquerra diverses tombes preparades per altres prínceps de la casa reial, entre les quals la de Jahangir, el germà gran mort anys abans.